# دوغانية مزيفة بنفسجية وسوداء
دوغانية مزيفة بنفسجية وسوداء (الاسم العلمي: Duganella violaceinigra) هي نوع من البكتيريا، سلبية الغرام، تتبع جنس الدوغانيلية.